# 定時
| ウィキペディアには「定時」という見出しの百科事典記事はありません（タイトルに「定時」を含むページの一覧/「定時」で始まるページの一覧）。 代わりにウィクショナリーのページ「定時」が役に立つかもしれません。 |